# Lars Hörmander

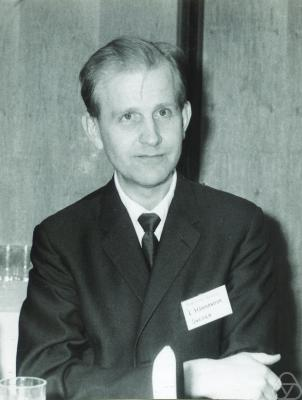
Lars Valter Hörmander

Lars Valter Hörmander (* 24. Januar 1931 in Mjällby, Gemeinde Sölvesborg; † 25. November 2012 in Lund) war ein schwedischer Mathematiker und Träger der Fields-Medaille sowie des Wolf-Preises.

## Leben
Hörmanders Vater war Lehrer in Mjällby, einem kleinen Fischerort in Südschweden. Bereits als Schüler am Gymnasium in Lund lernte Hörmander bei seinem Lehrer Mathematik auf Universitätsniveau. 1948 begann er, an der dortigen Universität unter Marcel Riesz zu studieren und erhielt 1950 seinen Abschluss, den filosofi magister (entspricht dem Master). Er beschäftigte sich dann weiterhin mit Mathematik, insbesondere mit partiellen Differentialgleichungen, leistete 1953/54 seinen Wehrdienst und wurde 1955 bei Marcel Riesz – der aber 1952 schon emeritierte und danach in die Vereinigten Staaten ging – und Lars Gårding promoviert (On the theory of general partial differential equations). Es folgten Aufenthalte in den Vereinigten Staaten (University of Chicago, University of Kansas, University of Michigan), wo er Richard Courant am Courant Institute in New York City kennenlernte, das damals eines der Zentren für die Forschung in partiellen Differentialgleichungen war. 1957 erhielt Lars Hörmander eine Professur an der Universität Stockholm, reiste aber weiterhin viel in die Vereinigten Staaten, insbesondere nach Stanford und nach Princeton, New Jersey ans Institute for Advanced Study (1960/61).
1962 erhielt er die Fields-Medaille für seine Leistungen auf dem Gebiet der linearen partiellen Differentialoperatoren auf dem Internationalen Mathematikerkongress in Stockholm. Während vorher für spezielle (besonders solche in der mathematischen Physik wichtige) Operatoren dieser Art befriedigende Lösungstheorien aufgestellt werden konnten, bewies Hörmander tiefgehende Sätze für allgemeine lineare partielle Differentialoperatoren. Ein Beispiel ist der Satz von Hörmander, dem zufolge sich Singularitäten in partiellen Differentialgleichungen nur entlang von Charakteristiken ausbreiten. Hörmander ist auch einer der Mitbegründer der Theorie der Pseudo-Differentialoperatoren, einer Verallgemeinerung von partiellen Differentialgleichungen.
Nachdem er ursprünglich beabsichtigt hatte, seine Lehrtätigkeit auf Stockholm und Stanford zu verteilen, erhielt er ein Angebot, permanentes Mitglied des Institute for Advanced Study in Princeton zu werden, wo er von 1964 bis 1968 blieb. Danach nahm er eine Professur an der Universität Lund an, lehrte aber regelmäßig in den USA, insbesondere in Stanford und am Institute for Advanced Study (zum Beispiel 1977/78). Zwischen 1979 und 1984 schrieb er The analysis of linear partial differential operators, ein Werk in vier Bänden, das umfassend die Theorie der linearen Differentialoperatoren darstellt. 1984 bis 1986 war er Direktor des Mittag-Leffler-Instituts, was er aber nicht verlängerte, da ihm die damit verbundenen Verwaltungsaufgaben lästig waren. 1996 emeritierte er in Lund.
1970 hielt er einen Plenarvortrag auf dem ICM in Nizza (Linear Differential Operators), und 1962 war er eingeladener Sprecher auf dem ICM in Stockholm (Existence, uniqueness and regularity of solutions of linear differential equations).

## Ehrungen
1967 wurde Hörmander in die American Academy of Arts and Sciences gewählt, 1976 in die National Academy of Sciences und 1990 in die Academia Europaea. 1988 erhielt er den Wolf-Preis und 2006 wurde er mit dem Leroy P. Steele Prize der American Mathematical Society (AMS) geehrt. Er war Fellow der AMS sowie Mitglied der Königlich Dänischen Akademie der Wissenschaften, der Königlichen Physiographischen Gesellschaft in Lund und der Königlich Schwedischen Akademie der Wissenschaften.

## Schriften
- Linear Partial Differential Operators. Springer-Verlag, 1963.
- The Analysis of Linear Partial Differential Operators I: Distribution Theory and Fourier Analysis. Springer-Verlag, 2. Auflage 1990.
- The Analysis of Linear Partial Differential Operators II: Differential Operators with Constant Coefficients. Springer-Verlag.
- The Analysis of Linear Partial Differential Operators III: Pseudo-Differential Operators. Springer-Verlag 1985.
- The Analysis of Linear Partial Differential Operators IV: Fourier Integral Operators. Springer-Verlag 1985.
- An Introduction to Complex Analysis in Several Variables. 1966, 3. Auflage, North Holland 1990.
- Notions of Convexity. Birkhäuser Verlag, 1994, ISBN 0-8176-3799-0.
- Lectures on nonlinear hyperbolic differential equations. Springer 1997.